# 小行星12359
小行星12359（12359 Cajigal）是一颗绕太阳运转的小行星，为主小行星带小行星。该小行星于1993年9月22日发现。

## 轨道参数
小行星12359的轨道半长轴为3.1941208 UA，离心率为0.160。